# Paratropis pasochoa
Espèce
Paratropis pasochoa est une espèce d'araignées mygalomorphes de la famille des Paratropididae.

## Distribution
Cette espèce est endémique de la province de Pichincha en Équateur,. Elle se rencontre vers le Pasochoa.

## Description
La femelle holotype mesure 7,52 mm.

## Systématique et taxinomie
Cette espèce a été décrite par Dupérré et Tapia en 2024.

## Étymologie
Son nom d'espèce lui a été donné en référence au lieu de sa découverte, le Pasochoa.

## Publication originale
- Dupérré & Tapia, 2024 : « Seven new species of the enigmatic spider genus Paratropis Simon, 1889 (Mygalomorphae, Paratropididae) from Ecuador. » Zootaxa, no 5519(4), p. 451-486.